# Реальная мистика
«Реа́льная ми́стика» — сериал, снятый студией «ТелеПро» по заказу телеканала «Украина». Премьера первого сезона состоялась на телеканале «Украина» 12 января 2015 года.
Первые 4 сезона были на русском. Начиная с 5 сезона, который стартовал 22 августа 2017 года, сериал стали снимать на украинском, несмотря на это в начале 5 сезона лишь часть персонажей говорила по-украински, остальные говорили на русском. Лишь позже[когда?] все стали говорить по-украински.
Сезон, стартовавший 30 марта 2020 года, стал последним. 25 августа стало известно, что в сентябре стартует продолжение «Реальной мистики».
9 сентября стало известно, что новый сезон выйдет 14 сентября.

## Сюжет
Проект «Реальная мистика» пытается найти рациональное объяснение, на первый взгляд, самым необъяснимым мистическим событиям. Так же в сериале присутствуют интриги, любовь, ссоры, расставания и другие темы, актуальные для телесериалов.

## В главных ролях
| Актёр                    | Роль                                   | Профессия                                              |
| ------------------------ | -------------------------------------- | ------------------------------------------------------ |
| Андрей Дебрин            | Андрей Дебрин                          | Ведущий                                                |
| Людмила Ардельян         | Виолетта Небесная                      | Астролог                                               |
| Евгений Бельтюков        | Евгений Бельтюков                      | Технический специалист                                 |
| Наталья Бережная-Музычко | Марина Сокол (С 9 сезона — Бельтюкова) | Лаборант                                               |
| Елена Бондарева-Репина   | Вера Ивановна Сошенко                  | Уборщица, с 11 сезона офис менеджер,с 12 сезона завхоз |
| Тимур Ибраимов           | Тимур Ибраимов                         | Психолог                                               |
| Алексей Нечай-Кучинский  | Денис Радченко                         | Хакер                                                  |
| Евгения Нечипоренко      | Алиса Мирная                           | Секретарь-ассистент, референт                          |
| Ирина Кудашова           | Надя Ибраимова                         | Дочь Тимура                                            |

## Съёмочная группа
Автор идеи: Дария Дейниченко
Шоуранер: Дарья Дейниченко
Руководитель: Анна Попова
Креативный продюсер: Анастасия Голтвенко
Режиссёры: Виктор Сухобрус, Андрей Хархалис, Андрей Мозговой, Станислав Скакун, Ярослав Ластовецкий, Евгений Чернышев, Лиза Хоменко и другие
Операторы: Александр Гребенников, Александр Коновалов, Дмитрий Черевань
Сценаристы: Елена Сухобрус, Александр Куколенко, Светлана Клюка, Светлана Козырева, Ольга Мурашко, Александр Штефан, Станислав Скакун и другие
Исполнительный продюсер: Анастасия Красикова

## Эпизоды
Первые два сезона состояли из 105 серий. Первые восемь сезонов состояли из 532 серий.

### Награды Телетриумфа
| Год  | Премия     | Номинация                                         | Номинант        | Результат |
| ---- | ---------- | ------------------------------------------------- | --------------- | --------- |
| 2015 | Телетриумф | Дизайн программы                                  |                 | Номинация |
| 2018 | Телетриумф | Режиссёр-постановщик утренней / дневной программы | Виктор Сухобрус | Номинация |

## Популярность в соцсетях
Проект популярен в соцсетях. В копилке проекта серебряная кнопка YouTube (более 400 тыс. Подписчиков), 20000 фолловеров фанатских страниц в Instagram.

## Отзывы телекритиков
После премьеры первого сезона телекритики оставили преимущественно негативные отзывы о шоу.